# ファイナル・ガールズ 惨劇のシナリオ
『ファイナル・ガールズ 惨劇のシナリオ』（The Final Girls）は、2015年に公開されたスプラッターホラーコメディ映画である。

## 概要
スプラッターホラー映画の世界に入り込んでしまった若者たちの奮闘を描く本作。主に1980年代に公開された低予算なB級映画のテイストをモチーフとしており、美術や音楽など細かいところに至るまでその時代のホラー映画作品へのオマージュも見られる。主演にはタイッサ・ファーミガ、その母親役はマリン・アッカーマンが演じている。日本では劇場未公開でDVDリリースのみされており、俗にありがちな若者向けのホラー映画を連想させるパッケージ構成になっているが、主人公たちが映画に入り込んでしまうというSF要素が大半を占める異色コメディ作品となっている。劇中には80年代のスプラッター映画にありがちなキャンプ場が舞台という設定、情け容赦なく殺される頭の悪い脇役たち、すぐ女性が裸になる安易なストーリー展開などの皮肉が効いたユーモアが作品を盛り上げているが、母娘の親子愛に焦点を当てた感動要素も盛り込まれている。
因みに「ファイナル・ガール」とは、ホラー映画で最後に生き残る女性の登場人物を指す。

## あらすじ
主人公のマックス・カートライト（タイッサ・ファーミガ）は、いまだカルト的な人気を誇るスラッシャー映画『血まみれのキャンプ場』に出演した女優で母親のアマンダ（マリン・アッカーマン）を交通事故で亡くしてしまう。それから3年、悲しみのどん底から立ち直ったマックスは大学生に成長していた。ある日、親友のガーティ（アリア・ショウカット）の兄で映画館の副支配人のダンカン（トーマス・ミドルディッチ）から死んだ母親が出演していた『血まみれのキャンプ場』をリバイバル上映をする際のゲストとして来場してほしいと頼まれる。まだ完全に母親を亡くした悲しみを忘れ切れていないマックスは一度は断るも、ダンカンからマックスが苦手な古典のレポート作成を一年分代わりにするという条件を提示され、渋々承諾する。
そして訪れた上映会当日。会場となる劇場にはガーティのほかに、マックスに好意を抱く男友達クリス（アレクサンダー・ルドウィグ）も訪れていた。さらに招かれざる客でもあるクリスの元カノ、ヴィッキー（ニーナ・ドブレフ）も現れ、上映が開始される。安っぽさ全開の本編が上映され始めると観客たちは固唾をのんで映画に見入り始めた。ところが上映から少ししたころに、タバコを吸っていた客とアルコールを飲んでいた客の不始末から、劇場は火事となり、瞬く間に火に包まれる。慌てふためいた観客たちは我先に劇場の外へ逃げ惑うが、マックスたちはスクリーン裏にも出口があるとダンカンから聞くと、スクリーンを破ってその裏側に避難しようと急ぐ。なぜか落ちていた刃物でスクリーンを切り裂いてスクリーンをまたいだ彼らは難を逃れたと思いきや、そのまま映画「血まみれのキャンプ場」の世界に入り込んでしまうのだった。

## キャスト
※括弧内は日本語吹替
- マックス・カートライト - タイッサ・ファーミガ（吉岡茉祐）
- ナンシー / アマンダ・カートライト - マリン・アッカーマン（青山吉能）
- クリス・ブリッグス - アレクサンダー・ルドウィグ（鳥海浩輔）
- ヴィッキー・サマーズ - ニーナ・ドブレフ（田中美海）
- ガーティ・マイケルズ - アリア・ショウカット（永野愛理）
- ダンカン - トーマス・ミドルディッチ（西凜太朗）
- カート - アダム・ディヴァイン（桐本琢也）
- ティナ - アンジェラ・トリンバー（高木美佑）
- ポーラ - クロエ・ブリッジス（山下七海）
- ブレイク - トーリー・N・トンプソン
- ハンキー・ハイカー - レジナルド・ロビンソン
- ミミ - ローレン・グロ（奥野香耶）
- ビリー・マーフィ - ダニエル・ノリス
- 若い頃のビリー - エリック・カーニー

## スタッフ
- 監督：トッド・ストラウス=シュルソン
- 脚本：M・A・フォーティン、ジョシュア・ジョン・ミラー
- 製作：マイケル・ロンドン、ジャニス・ウィリアムズ
- 音楽：グレゴリー・ジェームズ・ジェンキンス
- 撮影：エリー・スモルキン

## 関連作品
- 13日の金曜日 - キャンプ場で連続殺人事件が起きるという設定が共通。
- バーニング - キャンプ場で連続殺人事件が起きるという設定が共通。
- カラー・オブ・ハート - 登場人物が架空の映像作品内へワープしてしまうという設定が共通。
- シャボン泥棒 - 登場人物が架空の映像作品内へワープしてしまうという設定が共通。
- ラスト・アクション・ヒーロー - 登場人物が架空の映像作品内へワープしてしまうという設定が共通。